# Steven Casteele
Steven Casteele (11 juli 1994) is een Belgische atleet, die gespecialiseerd is in de lange afstand en het veldlopen. Hij veroverde twee Belgische titels.

## Biografie
Casteele nam in 2013  op de 5000 m deel aan de Europese kampioenschappen U20. Hij werd zevende. In 2015 nam hij op dezelfde afstand deel aan de Europese kampioenschappen U23 en werd hij in de rechtstreekse finale tiende. Dat jaar werd hij voor de eerste keer Belgisch kampioen op de 3000 m steeple.
In het veldlopen nam Casteele tussen 2012 en 2016 vijf opeenvolgende keren deel aan de Europese kampioenschappen. Tweemaal bij de U20, met een achtste plaats in 2013 als beste resultaat en driemaal bij de U23. Daarbij haalde hij in 2016 zilver in het landenklassement.
Casteele was aangesloten bij Kortrijk Sport en stapte over naar Atletiek Vrienden Roeselare.

## Belgische kampioenschappen
Outdoor
| Onderdeel      | Jaar |
| -------------- | ---- |
| 3000 m steeple | 2015 |
| 10.000 m       | 2017 |

## Persoonlijke records
Baan
| Onderdeel      | Prestatie | Datum        | Plaats   |
| -------------- | --------- | ------------ | -------- |
| 3000 m         | 8.06,40   | 24 juni 2015 | Ertvelde |
| 5000 m         | 13.45,05  | 23 mei 2015  | Oordegem |
| 10.000 m       | 28.48,36  | 9 juni 2018  | Leiden   |
| 3000 m steeple | 8.55,97   | 26 juli 2015 | Brussel  |

Weg
| Onderdeel      | Prestatie | Datum         | Plaats       |
| -------------- | --------- | ------------- | ------------ |
| 10 km          | 29.06     | 2 april 2023  | Valenciennes |
| halve marathon | 1:04.00   | 13 maart 2022 | Gentbrugge   |

## Palmares

### 3000 m steeple
- 2015:  BK AC – 8.55,97
- 2016:  BK AC – 9.01,83

### 5000 m
- 2013: 7e EK U20 in Rieti – 14.49,89
- 2015: 10e EK U23 in Tallinn – 14.07,58
- 2019:  BK AC – 14.25,05
- 2020:  BK AC – 14.11,45

### 10.000 m
- 2015:  BK AC te Heusden – 29.45,39
- 2017:  BK AC te Ninove – 29.21,32
- 2019:  BK AC te Oudenaarde – 30.04,50
- 2021:  BK AC te Gentbrugge – 29.44,48

### halve marathon
- 2022:  BK AC te Gentbrugge – 1:04.00

### veldlopen
- 2012: 33e EK U20 in Boedapest
- 2013: 8e EK U20 in Belgrado
- 2014: 22e EK U23 in Samokov
- 2015: 45e EK U23 in Hyères
- 2016: 34e EK U23 in Chia
- 2016:  landenklassement EK U23 in Chia